# دربندون
سریال دربندون یک سریال جدید ایرانی به کارگردانی حسن لفافیان است این سریال در سال ۱۴۰۲ ساخته و در سال ۱۴۰۳ اکران شد و در شبکه سه سیما پخش شد.

## بازیگران
- هومن برق نورد
- امیرحسین رستمی
- سیاوش چراغی پور
- سامان دارابی
- سیدمهرداد ضیایی
- ساعد هدایتی
- محمدعلی سلیمان تاش
- امید روحانی
- فرزانه سهیلی
- نوشین تبریزی
- عباس محبوب
- تورج فرامرزیان
- امیرحسین انصافی
- بلور کساییان
- مرضیه صدرایی
- محمدجواد جعفرپور
- پوریا میاندهی
- مهرداد آبسالان
- محمد نادرخانی
- جابر وثوقی
- پویا پوینده
- یزدان سهرابی
- مهرداد ممیز
- مهبد ممیز
- سام خلیلی
- طاها شادی فر
- بارانا زنقایی

## داستان
این سریال درباره دو شخصیت به نام های داوود و منوچهر است. که به شهری دور افتاده تبعید شده‌اند.